# ریچارد گلدستون
ریچارد گلدستون (به انگلیسی: Richard Goldstone) (تولد: ۲۶ اکتبر ۱۹۳۸) عضو دیوان قانون اساسی آفریقای جنوبی و استاد حقوق بین‌الملل دانشگاه فوردهام است. وی از اوت ۱۹۹۴ تا سپتامبر ۱۹۹۶ به عنوان رئیس دادگاه بین‌المللی جنایات جنگی در بررسی جنگ یوگسلاوی و بحران رواندا منتصب شد. گلدستون یهودی می‌باشد.
وی در سال ۲۰۰۹ به عنوان رئیس کمیته حقیقت‌یاب شورای حقوق بشر سازمان ملل متحد، مامور بررسی جنایات جنگی انجام شده در جنگ غزه شد.